# Coupe Memorial 1919
Navigation
Édition suivante
La Coupe Memorial 1919 est la première finale de hockey sur glace junior de l'Association canadienne de hockey amateur.

## Contexte
L'Association décide de remettre le trophée en souvenir des personnes mortes pendant la Première Guerre mondiale en mars 1919. Deux équipes s'affrontent alors : l'Université de Toronto d'une part et Patricias de Regina de l'autre. Les joueurs de Toronto de l'Association de hockey de l'Ontario sont alors les champions de l'Est du Canada alors que les Pats participent dans la Association de hockey de la Saskatchewan. 
Deux rencontres ont lieu les 19 et 22 mars et elles sont jouées dans Arena Gardens à Toronto.Le premier match est joué avec les règles de l'AHO alors que le second se place sous la réglementation de l'AHS. Le début du premier match est décalé d'une heure afin de permettre à des vétérans de la Guerre arrivant par train d'assister à la rencontre. Au cours de cette rencontre, le capitaine de Toronto, Jack Aggett, inscrit six buts et Don Jeffrey fait de même.
Les joueurs locaux l'emportent au total de buts cumulés 29 buts à 8.

## Effectif champion
Jack Aggett (capitaine), Donald Gunn, Steve Greey, Don Jeffrey, Richard Kearns, Dunc Munro, Langton Rowell, Joe Sullivan. Frank J. Selke est l'entraîneur de l'équipe et W.R. Baker le directeur.

## Résultats des matchs
| 19 mars 1919 | University of Toronto Schools | 14-3 (2-0, 5-2, 7-1) | Patricias de Regina | Arena Gardens |

| Feuille de match | Feuille de match | Feuille de match                                                          | Feuille de match                                                              | Feuille de match                     |
| ---------------- | --- | ------------------------------------------------------------------------- | ----------------------------------------------------------------------------- | ------------------------------------ |
|                  | Don Jeffrey — 4 min Jack Aggett — 15 min Don Jeffrey — 23 min 30 s Jack Aggett — 29 min 30 s Jack Aggett — 32 min 30 s Dunc Munro — 34 min 30 s Jack Aggett — 37 min 30 s Don Jeffrey — 42 min Don Jeffrey — 45 min Jack Aggett — 48 min Dunc Munro — 53 min 30 s Don Jeffreys — 55 min 30 s Don Jeffrey — 57 min 30 s Jack Aggett — 58 min 30 s | 1-0 2-0 2-1 3-1 4-1 5-1 6-1 6-2 7-2 8-2 9-2 10-2 10-3 11-3 12-3 13-3 14-3 | Laudas Dutkowski — 23 min Herb Conrad — 35 min 30 s MA. Wingham — 49 min 30 s | Arbitrage : Lou Marsh et Jeck Hughes |
| Joe Sullivan     | Gardiens | Morris Brown                                                              |                                                                               | Arbitrage : Lou Marsh et Jeck Hughes |
|                  | |                                                                           |                                                                               | Arbitrage : Lou Marsh et Jeck Hughes |
|                  | |                                                                           |                                                                               | Arbitrage : Lou Marsh et Jeck Hughes |

| 24 mars 1919 | University of Toronto Schools | 15-5 (8-4, 2-0, 5-1) | Patricias de Regina | Arena Gardens |

| Feuille de match | Feuille de match | Feuille de match | Feuille de match | Feuille de match                      |
| ---------------- | ---------------- | ---------------- | ---------------- | ------------------------------------- |
|                  |                  |                  |                  | Arbitrage : Billy Finlay et Lou Marsh |
| Joe Sullivan     | Gardiens         | Morris Brown     |                  |                                       |
|                  |                  |                  |                  |                                       |
|                  |                  |                  |                  |                                       |

## Bibliothèque
- (en) Ligue canadienne de hockey, 2011 MasterCard Memorial Cup Record Book, 2011, 22 p.